# Yūki Kamatani
Yūki Kamatami (Fukuyama, 22 giugno 1983) è una fumettista giapponese.
Nata a Fukuyama nella prefettura di Hiroshima, debutta nel 2000 con il racconto Hanaya sulla rivista Monthly GFantasy di Square Enix.
Nel 2004 inizia la serializzazione di Nabari no Ou. L'opera è tra i finalisti nella sezione manga nel nono Japan Media Arts Festival nel 2005 ed è stato alla fine raccomandato dalla commissione.
Kamatani ha lavorato con lo studio di animazione J.C.Staff per la creazione dei ventisei episodi dell'adattamento anime di Nabari, diretto da Kunihisa Sugishima, andato in onda in Giappone su TV Tokyo il 6 aprile 2008.
Tra il 2015 e il 2018 lavora alla serie Oltre le onde - Shimanami tasogare, edita in Italia da J-Pop, così come il successivo Hiraerth - L'ultimo viaggio.
Kamatani si definisce x-gender.